# 나우두 (1988년)
이지나우두 고메스 페레이라(포르투갈어: Edinaldo Gomes Pereira, 1988년 8월 28일, 산투안드레 ~ )는 나우두(Naldo)로 알려져 있는 브라질의 축구 선수로 현재 터키 쉬페르리그의 안탈리아스포르에서 수비수로 뛰고 있다.